# Hiroyuki Sakaguchi
Pour les articles homonymes, voir Sakaguchi.
Hiroyuki Sakaguchi (坂口 裕之, Sakaguchi Hiroyuki), né le 2 août 1965 à Miyakonojō, est un joueur de baseball japonais.

## Biographie
Hiroyuki Sakaguchi remporte avec l'équipe du Japon de baseball la médaille de bronze olympique aux Jeux olympiques d'été de 1992 à Barcelone.